# Франтишек Зах
Франтишек Александр Зах (срп. Фрања Александар Зах; 1. мај 1807 — 14. јануар 1892) је био чешки војни теоретичар и војник који је деловао у Србији и генерал српске армије. Био је јако активан панслависта и ратовао је у многим биткама. У Србији је јако признат, док је у Брну по њему именована Захова улица, као и у Београду, на Звездари.

## Биографија
Франтишек Александр Зах родио се у Оломоуцу, а одрастао у Брну у Моравској у породици угоститеља.
Године 1824. матурирао је у немачкој гимназији у Брну и затим 1828. завршио права у Бечу и радио је као службеник у разним местима у Моравској. У то време највише се кретао у друштву младих аустроугарских Словена и почео је да се занима за словенске идеје.
Ратовао је у Пољском устанку 1830. (Новембарски устанак) године на страни Пољака, а након тога је највише времена проводио путујући пешице по Аустро-Угарској, где се упознао са многим виђеним чешким вођама тог доба, међутим 1832. се преселио у Француску и посветио се војној теорији где је студирао војне науке и радио као библиотекар дворске библиотеке у Фонтенблоу. Ту је радио и као преводилац, где је превео Декерову књигу Тактика са немачког на француски језик.
Године 1836. вратио се у Беч, где је око себе окупљао групу младих Словена, међутим, због притиска полиције, решио је да се врати у Француску 1837. године, где је све до 1843. радио као учитељ немачког језика у Бријену. Затим је годину дана провео у Цариграду, где је помагао пољској емиграцији, а затим одлази у Београд по истом послу, уједно и као аташе у француском конзулату у Србији. Путовања по Србији определила су га да заволи земљу и народ и да пожели да се касније настани у њој.
На основу његовог „Плана словенске политике Србије” Илија Гарашанин је написао чувено „Начертаније”.
Догађања у 1848. години је провео у Прагу и учествовао у делегацији Чеха и Словака на Свесловенском сабору у Прагу, где је био један од најревноснијих делегата. Као што је познато, рад конгреса је прекинут и остао без резултата због буне која је букнула у Прагу јуна 1848. Зах се најпре склања у Брно, а затим у Беч, одакле се пребацио у Словачку да би учествовао у више борби са Мађарима са жељама да се њихове власти ослободе Словаци.
После свих неуспеха, 1849. године се вратио у Београд и ту је основао Артиљеријску школу која је касније прерасла у војну академију. Од 8. јуна 1850. добија чин артиљеријског капетана у српској војсци, и од тог времена па до 1865. године је скоро непрекидно управљао школом и извео шест класа питомаца.
Од 22. септембра 1865. од стране Кнеза Михаила Обреновића наименован је за начелника артиљеријске управе у Крагујевцу и чин генерала, уопште највеће војно звање које је један Чех добио у иностранству. Већ у пролеће 1867. враћа се у Београд како би замењивао министра војног, док је кнез путовао у Цариград ради предаје градова у Србији из турских у српске руке. А затим је све до смрти кнежеве радио на разним специјално-војно политичким задацима, једно од најважнијих је било путовање у Грчку. После смрти кнеза Михајла, враћа се за управника артиљеријске школе где остаје све до 23. маја 1874. када је именован за ађутанта кнеза Милана. У том звању је остао све до пензионисања, а током 1874. и 1875. године је путовао у више европских земаља, где је стекао поштовање и одликовања.
Почетком 1876. пред рат са Турцима одређен је за начелника главног генералштаба, те је руководио свим радовима који су се односили на мобилизацију, концентрацију и прве операције српске војске. Пред сам рат именован је за команданта Западно-Моравске дивизије (Ибарска Војска) са штабним местом у Чачку, и ту је јединицу концентрисао у Ивањици и предводио у два боја: 24. јуна на Калипољу и Кладници и 12. јула на Јавору.
У то време, десио му се несрећан случај који ће оставити кобне последице. Наиме, приликом једног узјахивања коња, коњ га је нагазио и повредио му је палац десне ноге. Пошто се није довољно залечио и због великих болова, морао је да тражи разрешење од командовања, па га је врховна команда разрешила 13. јула 1876. године и вратила у Београд на лечење, где су му и одсекли ногу до колена 22. септембра.
Иако неспособан за ратну службу, помагао је кнезу Милану и у другом Српско-турском рату у зиму 1877—1878. Због старости и болести, добио је одобрење да посети родбину у Бечу и Брну. Са тог одсуства вратио се 1880. године, боравио још годину дана у Београду и заувек се опростио од Србије.
Као пензионер живео је најпре у Прагу, а затим се вратио у Брно и ту и умро 1892. године. Сахрањен је по нарочитој заповести аустријског цара са свим војним почастима у Брну.
Генерал Зах никад није био ожењен и није имао потомке, а од ближе родбине имао је само два сестрића који су се о њему и старали у старости.

## Каријера
- капетан - 1850.
- мајор - 1857.
- потпуковник - 1862.
- пуковник - 1870.
- генерал - 1875.
- пензионисан - 1883.

## Одликовања
- Орден Белог орла 2. степена[4]
- Таковски крст 1. степена
- Златна колајна за храброст
- Ратна споменица за ослобађање и независност Србије
- Орден Светог Станислава, Русија
- Орден круне, Италија
- Орден круне, Аустроугарска
- Орден Франца Јозефа, Аустроугарска

Био је и члан Српског Ученог друштва.